# Polizeiruf 110: Schuldig
Schuldig ist ein deutscher Kriminalfilm von Rolf Römer aus dem Jahr 1978. Der Fernsehfilm erschien als 55. Folge der Filmreihe Polizeiruf 110.

## Handlung
Eva Rickelmann, ihr neuer Freund Ullrich Peters und ihr Vorgesetzter Paul Sternsdorff verschaffen sich Zugang zu Evas Wohnung im Berliner Stadtteil Prenzlauer Berg. Hier lebt seit einigen Monaten Evas Ex-Freund Jochen. Es ist März, beide hatten sich im Dezember zuletzt gesehen. Eva war vom gewalttätigen und oft betrunkenen Jochen geschlagen worden und ausgezogen, hatte Jochen jedoch die Wohnung zur zeitweisen Nutzung überlassen. Zunächst wohnte sie bei der Familie ihrer Tochter und schließlich bei der Familie Sternsdorff. Nun will sie sich einige ihrer Frühjahrssachen holen und hat sich die beiden Männer zum Schutz mitgenommen. Der Briefkasten im Hausflur quillt über und die Wohnung ist mehrfach verschlossen. In der Wohnung herrscht Chaos; Ullrich findet Jochens mumifizierte Leiche schließlich in der Küche. Der Gashahn ist aufgedreht, und das schon seit Wochen. Eine Nachbarin gibt an, den Geruch wahrgenommen zu haben. Statt die Polizei zu holen, hat sie lieber regelmäßig gelüftet.
Die Polizei wird alarmiert, und Peter Fuchs resigniert. Gerade wurde er vom Oberleutnant zum Hauptmann befördert und von seinen Kollegen Vera Arndt, Leutnant Woltersdorf und dem Polizeifotografen mit Blumen überhäuft. Nun wartet der emotional aufwühlende Fall auf Peter Fuchs und Vera Arndt, und vor allem Vera Arndt wirft der Gasgeruch in der Wohnung und der Anblick des Toten aus der Bahn. Sie reagiert verstört und wird von Peter Fuchs vorzeitig nach Hause geschickt. Als Peter Fuchs sie am Abend zu seiner Beförderungsfeier abholt, hadert Vera Arndt mit ihrer Arbeit, bei der sie nur die negativen Seiten der Gesellschaft zu Gesicht bekommt. Bei einem späteren Verhör von Ullrich Peters reagiert sie unbeherrscht und vorverurteilend, sodass Peter Fuchs sie rügen muss. Erst nach einer Weile hat sie sich wieder im Griff.
Die Obduktion der Leiche ergibt, dass weder das Gas noch die aufgeschnittenen Pulsadern der Grund für den Tod waren. Vielmehr führte eine Stoßverletzung zum Schädelbruch und Tod. Die Leiche weist zudem Trittspuren auf, auch der Zustand der Wohnung lässt auf einen Kampf schließen. In der Wohnung finden die Ermittler einen Abschiedsbrief, der auf einen früheren Abschiedsbrief Bezug nimmt. Dieser wird jedoch nicht gefunden. Verdächtig sind viele. Ullrich Peters könnte am Tod Jochens interessiert gewesen sein, weil er mit seiner Anwesenheit in Evas Wohnung auch seine Beziehung zu Eva gefährdet. Paul Sternsdorff wollte Eva aus der Wohnung haben, nachdem er erkannt hatte, dass sie Alkoholikerin ist.
Über eine Nachbarin erfahren die Ermittler, dass es kurz vor Weihnachten in Jochens Wohnung zu einem lauten Streit gekommen war, der nach einem heftigen Schlag plötzlich aufhörte. Ein anderer Nachbar gibt zu, an dem Tag bei Jochen gewesen zu sein, der gerade einen Abschiedsbrief schrieb. Jochen hat die Schule nach der 7. Klasse verlassen, sich jedoch mehr als 20 Jahre bei der Reichsbahn hochgearbeitet und es bis zum Rangiermeister geschafft. Angetrunken verschuldete er auf dem Bahnhof einen Unfall mit Sachschaden und sollte daraufhin strafversetzt werden – eine Maßnahme, die für andere Kollegen als Warnung gedacht war und nicht mit seiner Verfehlung zu erklären war. Jochen schmiss alles hin, arbeitete in anderen Jobs und schließlich mit seinem einzigen Freund Spiering als Kohlenträger. Als er auch diese Arbeit verlor, weil er ständig krank war oder keine Lust zum Arbeiten hatte, wollte er sich umbringen. Sein Nachbar las den Abschiedsbrief, versuchte jedoch nicht, Jochen von der Tat abzuhalten. Am Ende stellt sich heraus, dass Spiering der Mörder von Jochen ist. In seiner Garage findet sich der erste Abschiedsbrief von Jochen, in dem er von den kriminellen Aktionen berichtet hat, die er mit Spiering zusammen ausführte. Beim Kohlentransport bestahlen sie heimlich ihre Kunden und verkauften das Diebesgut, das vorwiegend Westware war. Spiering, der wie so oft unangemeldet in Jochens Wohnung erschienen war, las den Abschiedsbrief und war empört. Beim Handgemenge stieß er Jochen so heftig, dass er einen Schädelbruch erlitt. Anschließend versuchte Spiering, mit dem inszenierten Gastod die Tat zu vertuschen. Er wird festgenommen.

## Produktion
Schuldig wurde vom 1. März bis 20. April 1978 in Berlin gedreht. Die Kostüme des Films schuf Margarete Salow, die Filmbauten stammen von Günther Möller und Karin Schmidt. Der Film erlebte am 1. Oktober 1978 im 1. Programm des Fernsehens der DDR seine Fernsehpremiere. Die Zuschauerbeteiligung lag bei 65,9 Prozent.
Es war die 55. Folge der Filmreihe Polizeiruf 110. Hauptmann Peter Fuchs ermittelte in seinem 34. Fall, Leutnant Vera Arndt in ihrem 35. und Leutnant Woltersdorf hat einen Cameo-Auftritt in seinem 4. Fall. Schuldig war der einzige Fernsehfilm, bei dem Rolf Römer Regie führte.
Ein Insider-Gag ist der Kohlehandel „Godemann“ (prangt auf dem Liefer-LKW), dessen Chef von Schauspieler Werner Godemann dargestellt wird.

## Filmische und ästhetische Aspekte
Schuldig gehört zu den inhaltlich provozierendsten und ästhetisch innovativsten Filmen der Polizeiruf-Reihe und entfachte nach seiner Ausstrahlung einen Skandal. Unter deutlichem Bezug auf die Ästhetik der Filme von Rainer Werner Fassbinder widmet sich der Film stark dem Innenleben der Figuren, insbesondere des weiblichen Leutnants Arndt, enthält explizite Gewalt- bzw. sexuell aufgeladene Szenen und thematisiert offen gesellschaftliche und individuelle Probleme bis hin zum Suizid. Filmisch entsprechen dieser Ausrichtung längere (und oft dialogfreie)  Close-ups sowie raffinierte Rückblenden, Handlungsunterbrechungen in Form von Bewegungsstudien (fahrende Rangierloks und Ankuppelungen von Güterwagen auf dem Güterbahnhof, teils im Gegenlicht) und schließlich die Darstellung von Schobers Tod in Zeitlupe, schockartig kontrastiert von einem roten Farbfeld. Rolf Römer erhielt nach Schuldig von der DEFA keinen weiteren Regie-Auftrag.